# Felizardo Toscano de Brito
Felizardo Toscano de Brito (Paraíba, 1814 — 29 de novembro de 1876) foi um político brasileiro.
Foi o primeiro vice-presidente da província da Paraíba, nomeado por carta imperial de 3 de fevereiro de 1864, tendo assumido a presidência interinamente duas vezes, de 17 de fevereiro a 18 de maio de 1864 e de 22 de julho de 1865 a 3 de agosto de 1866.